# Балада прикмет
Балада прикмет (фр. Ballade des Menus Propos) — вірш французького поета Франсуа Війона. Твір написано у жовтні-листопаді 1458 року.
Вірш написано у популярній в Середньовіччі формі монологу, в якому автор хизується своїми знаннями. Зокрема, схожий вірш можна знайти у творчості Вільгельма IX («Я знаю, що таке добро і зло, Я знаю сором й честь, Я хоробрий, але водночас боязкий») та англійській середньовічній баладі «Король Артур та король Корнволл». Новаторство ж Війона полягає у тому, що, перелічуючи свої знання, він несподівано вставляє іронічний рефрен: «Я знаю все й не знаю лиш себе».
Німецький професор Ґерт Пікернелл висунув гіпотезу, що Війон написав «Баладу прикмет», аби повернути прихильність свого патрона Карла I Орлеанського. Цим віршем поет акцентує на своєму незнанні, щоб у такий спосіб привернути увагу знаті.

## Текст
Я знаю - мухи гинуть в молоці,

Я знаю добру і лиху годину,

Я знаю - є співці, сліпці й скопці,

Я знаю по голках сосну й ялину,

Я знаю, як кохають до загину,

Я знаю чорне, біле і рябе,

Я знаю, як господь створив людину,

Я знаю все й не знаю лиш себе.

Я знаю всі шляхи й всі манівці,

Я знаю небо щастя й сліз долину,

Я знаю, як на смерть ідуть бійці,

Я знаю і чернички спідничину,

Я знаю гріх, але грішить не кину,

Я знаю, хто під течію гребе,

Я знаю, як в бочках скисають вина,

Я знаю все й не знаю лиш себе.

Я знаю - коні є і є їздці,

Я знаю, скільки мул бере на спину,

Я знаю, хто працює без упину,

Я знаю сну й пробудження хвилину,

Я знаю Рим і як він всіх скубе,

Я знаю і гуситську всю провину,

Я знаю все й не знаю лиш себе.

Я знаю палац, знаю і хатину,

Я знаю цвіт, і плід, і соб-цабе,

Я знаю смерть і знаю домовину,

Я знаю все й не знаю лиш себе.

«Балада прикмет» 